# فرودگاه ویلو بانچ
فرودگاه ویلو بانچ (به انگلیسی: Willow Bunch Airport) یک فرودگاه همگانی است . این فرودگاه در کشور کانادا قرار دارد و در ارتفاع ۷۴۰ متری از سطح دریا واقع شده است.